# Chen Feng-Min
Chen Feng-Min (29 de Outubro de 1977) é um beisebolista de Taiwan e competiu nos Jogos Olímpicos de Verão de 2008.